# Psykopat
Psykopat est un groupe de hip-hop français, originaire de Saint-Denis, en Seine-Saint-Denis. Il se compose de L'AnimAlxxx (également connu sous les noms Laser, Mr. 3 et AL.X) et de Badreak, deux anciens danseurs et rappeurs du Suprême NTM, notamment sur les albums Authentik, 1993... J'appuie sur la gâchette et Paris sous les bombes.

## Biographie
Le duo L'AnimAlxxx et Badreak participe aux trois premiers albums de Suprême NTM et plus particulier sur l'album Paris sous les bombes en 1995. Animalxxx et Bad Reak sont membres à part entière du Suprême NTM,. À la suite de leur départ du Suprême NTM, L'AnimAlxxx et Bad Reak forment le groupe Psykopat en 1995 à Saint-Denis, en Seine-Saint-Denis,,. L'AnimAlxxx est l'une des influences majeures de Kool Shen en termes de flow. En 1998, Psykopat publie son premier album intitulé L'Invasion... (avec le morceau Bad Trippeuzzz qui sort en single). Ayant aussi quitté le groupe Suprême NTM en 1995, DJ S réalise cinq morceaux.
Par la suite ils participent à la B.O. du jeu Legacy of Kain: Soul Reaver avec leur titre Raziel, ainsi qu'à la sortie du maxi Politik Street contenant des remixes avec Ekoué (La Rumeur) et Yazid. Qu'est ce qu'y a ?!, leur deuxième opus, est lui publié en mars 2004. Psykopat publie en parallèle le maxi Bad Tripeuzz II et Qu'est ce que t'écoutes ?. En 2007, Psykopat publie une compilation intitulée De 1992 à 2007 - Antholopsy, retraçant leur carrière musicale. Il s'agit de leur dernière activité en date.
En solo, L'AnimAlxxx participe également en 2004 à la compilation du groupe Qhuit Gran Bang. Badreak réalise lui de son côté deux albums, R.O.C. en 2017 et  R.O.C. II en 2019 chez So Cracked Lab.
En 2021 L'AnimAlxxx sort le Ep 4 titres La vie continue... avec le producteur parisien Dj Keshkoon. Puis en 2022 un nouvel Ep en commun, Bomayé.

## Discographie

### Albums collaboratifs
- 1991 : Authentik (avec Suprême NTM) (Epic)
- 1993 : 1993... J’appuie sur la gâchette (avec Suprême NTM) (Epic)
- 1995 : Paris sous les bombes (avec Suprême NTM) (Epic)

### Albums studio
- 1998 : L'Invasion... (Delabel)
- 2004 : Qu'est ce qu'y a?! (Next Music)

### Compilation
- 2007 : De 1992 à 2007 - Antholopsy (Wargame)

### Singles et maxis
- 1998 : Bad Tripeuzzzz (Delabel)
- 1999 : Raziel (Delabel)
- 1999 : Politik Street (Delabel)
- 2002 : Bad Tripeuzz II (Kali Mist Records)
- 2003 : Qu'est ce que t'écoutes? (Next Music)